# 光脚金星蕨
光脚金星蕨（学名：Parathelypteris japonica）为金星蕨科金星蕨属下的一个种。

## 扩展阅读
維基物種上的相關：光脚金星蕨